# 桲罗台镇
桲罗台镇，是中华人民共和国河北省承德市宽城满族自治县下辖的一个乡镇级行政单位。

## 行政区划
桲罗台镇下辖以下地区：
桲罗台村、椴木峪村、炮岭村、安家峪村、白草林村、永存村、白台子村、新甸子村、横城子村和西卜子村。